# سمینگتون
سمینگتون (به انگلیسی: Semington) یک روستا و محله مدنی در بریتانیا است که در ویلتشر واقع شده‌است. سمینگتون ۹۳۰ نفر جمعیت دارد.